# Josef Jelínek
Josef Jelínek (Praga, 9 de enero de 1941-República Checa, 29 de noviembre de 2024) fue un futbolista checo que se desempeñaba como delantero.

## Selección nacional
Fue internacional con la selección de Checoslovaquia en 10 ocasiones y convirtió 2 goles. Formó parte del equipo subcampeón de la Copa del Mundo de 1962.

### Participaciones en la Copa del Mundo
| Mundial                        | Sede  | Resultado  | Partidos | Goles |
| ------------------------------ | ----- | ---------- | -------- | ----- |
| Copa Mundial de Fútbol de 1962 | Chile | Subcampeón | 5        | 0     |

## Clubes
| Club            | País           | Año       |
| --------------- | -------------- | --------- |
| Dukla Praga     | Checoslovaquia | 1958-1967 |
| VTŽ Chomutov    | Checoslovaquia | 1967-1969 |
| Go Ahead Eagles | Países Bajos   | 1970-1971 |
| Bohemians Praga | Checoslovaquia | 1973-1975 |

## Palmarés

### Campeonatos nacionales
| Título                 | Club        | País           | Año  |
| ---------------------- | ----------- | -------------- | ---- |
| Primera División       | Dukla Praga | Checoslovaquia | 1961 |
| Copa de Checoslovaquia | Dukla Praga | Checoslovaquia | 1961 |
| Primera División       | Dukla Praga | Checoslovaquia | 1962 |
| Primera División       | Dukla Praga | Checoslovaquia | 1963 |
| Primera División       | Dukla Praga | Checoslovaquia | 1964 |
| Copa de Checoslovaquia | Dukla Praga | Checoslovaquia | 1965 |
| Primera División       | Dukla Praga | Checoslovaquia | 1966 |
| Copa de Checoslovaquia | Dukla Praga | Checoslovaquia | 1966 |

### Distinciones individuales
| Distinción                                       | Año  |
| ------------------------------------------------ | ---- |
| Cena Václava Jíry                                | 1996 |
| Incluido en el Salón de la Fama del fútbol checo | 2010 |